# 温瑙
温瑙是德国莱茵兰-普法尔茨州的一个市镇。总面积8.11平方公里，总人口1816人，其中男性913人，女性903人（2011年12月31日），人口密度224人/平方公里。